# Gemma Bellincioni
Gemma Bellincioni, nata Matilda Cesira Bellincioni (Monza, 18 agosto 1864 – Napoli, 23 aprile 1950), è stata un soprano italiano, uno dei più noti soprani del tardo XIX secolo. Emerse per le sue interpretazioni del repertorio veristico italiano e fu particolarmente nota più per le sue capacità di attrice che per la qualità della sua voce.
Fu, inoltre, attrice e regista di alcune pellicole del cinema muto.

## Biografia

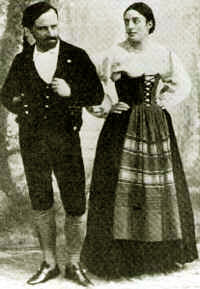
Gemma Bellincioni nel ruolo di Santuzza, con il suo compagno, il tenore Roberto Stagno, nel ruolo di Turiddu, alla prima del 1890, a Roma, di Cavalleria rusticana.

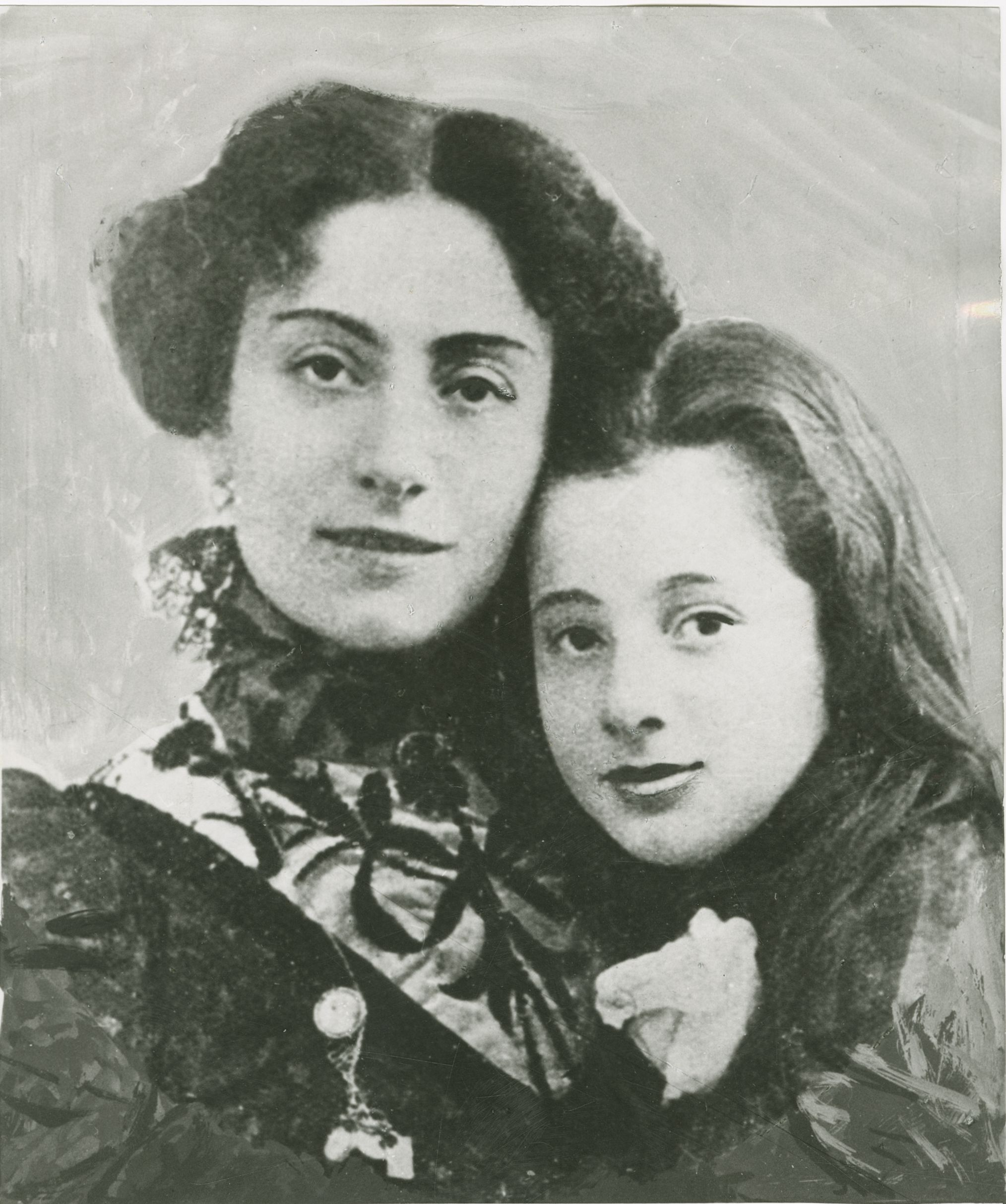
Ritratto di Gemma Bellincioni con la figlia Bianca Stagno Bellincioni nel 1900

Sia suo padre che sua madre erano dei cantanti lirici e da essi ricevette le prime lezioni di canto. Fece poi il suo debutto a Napoli nel 1880. Da allora cantò in tutti i maggiori teatri d'opera d'Europa e del Sud America per i successivi vent'anni, anche se si esibì una sola volta al Royal Opera House, Covent Garden di Londra nel 1895. Nonostante la sua fama, non cantò mai nel teatro più famoso degli Stati Uniti, al Metropolitan Opera House di New York.
Giuseppe Verdi fu un estimatore delle qualità di attrice della Bellincioni, avendola conosciuta al Teatro alla Scala di Milano nel 1886, quale interprete di Violetta nella sua opera La traviata, ma evidentemente non fu altrettanto entusiasta delle sue qualità vocali, se non la chiamò ad interpretare il ruolo di Desdemona alla prima di Otello l'anno seguente. D'altra parte, le maniere istrioniche della Bellincioni, l'accentuata dizione e la presenza scenica risultarono ideali per il nuovo stile melodrammatico dell'opera italiana, conosciuto come verismo, che divenne popolare durante gli anni 1890. Ella cantò questo tipo di musica con grande passione, anche se la sua estensione vocale non era molto ampia e la sua voce era soggetta a fluttuazioni ampiamente avvertibili.
Il 17 maggio 1890 creò il ruolo di Santuzza in Cavalleria rusticana di Pietro Mascagni alla prima di Roma. Suo partner, nel ruolo di Turiddu, fu il tenore Roberto Stagno, suo compagno nella vita. Si erano conosciuti, durante una tournée in Argentina, nel 1886.
La Bellincioni fu anche il primo soprano a cantare il ruolo di protagonista in un'altra opera veristica, Fedora di Umberto Giordano, il 17 novembre 1898 (il tenore fu un giovane Enrico Caruso). Otto anni dopo, cantò alla prima italiana dell'opera Salomè di Richard Strauss.
Annunciò il ritiro dalle scene nel 1911 per dedicarsi all'insegnamento, ma ritornò nel 1916 per partecipare, assieme alla figlia, a diversi film presso la "Tespi Film", dove tra l'altro fu Santuzza in Cavalleria rusticana diretto da Ugo Falena. Successivamente restò per qualche anno nel mondo cinematografico fondando una propria società di produzione, la "Biancagemma", che produsse alcuni film nel 1919 - 1920, prima della crisi in cui precipitò la cinematografia italiana
Verso la fine degli anni 1920 diede alcuni concerti nei Paesi Bassi, ma la sua voce non era più quella di un tempo.
La Bellincioni scrisse un manuale per l'insegnamento del canto, pubblicato a Berlino nel 1912, ed una autobiografia, Io e il palcoscenico, pubblicata a Milano nel 1920. Passò gli ultimi anni della sua vita a Napoli, dove morì all'età di 85 anni. Le sopravvisse sua figlia, Bianca Stagno Bellincioni. Stagno, il suo compagno, era morto all'età di 53 anni.
La voce della Bellincioni è ancora oggi udibile su alcuni CD (la maggior parte dell'etichetta Marston) delle poche registrazioni che fece per la Gramophone & Typewriter Company e per la Pathé nei primi anni 1900. Li incise quando non aveva più la sua voce giovanile e pertanto sono abbastanza deludenti artisticamente e musicalmente, ma sono ritenuti di grande interesse storico perché la sua carriera è stata così significativa.
È sepolta a Livorno, assieme al compagno Roberto Stagno, nel cimitero di Montenero.

## Ruoli creati
- Santuzza in Cavalleria rusticana di Mascagni (17 maggio 1890, Roma)
- Cristina in Mala vita di Giordano (21 febbraio 1892, Roma)
- Marussa in Nozze istriane di Smareglia (28 marzo 1895, Trieste)
- Il ruolo del titolo in Fedora di Giordano (17 novembre 1898, Milano)

## Repertorio operistico
| Ruolo                | Titolo                      | Autore      |
| -------------------- | --------------------------- | ----------- |
| Giulietta Capuleti   | I Capuleti e i Montecchi    | Bellini     |
| Amina                | La sonnambula               | Bellini     |
| Elvira               | I puritani                  | Bellini     |
| Carmen               | Carmen                      | Bizet       |
| Margherita           | Mefistofele                 | Boito       |
| Elena                | Ercole III                  | Buonomo     |
| Dejanice             | Dejanice                    | Catalani    |
| Adriana Lecouvreur   | Adriana Lecouvreur          | Cilea       |
| Maria Tiepolo        | Maria Tiepolo               | Crescimanno |
| Messalina            | Messalina                   | de Lara     |
| Lucrezia Borgia      | Lucrezia Borgia             | Donizetti   |
| Lucia Ashton         | Lucia di Lammermoor         | Donizetti   |
| Maria                | La figlia del reggimento    | Donizetti   |
| Linda                | Linda di Chamounix          | Donizetti   |
| Norina               | Don Pasquale                | Donizetti   |
| Cristina             | Mala vita                   | Giordano    |
| Fedora               | Fedora                      | Giordano    |
| Marcella             | Marcella                    | Giordano    |
| Gennariello          | Salvator Rosa               | Gomes       |
| Margherita           | Faust                       | Gounod      |
| Giulietta            | Romeo e Giulietta           | Gounod      |
| Eudoxie              | L'ebrea                     | Halévy      |
| Gretel               | Hänsel e Gretel             | Humperdinck |
| Nedda                | Pagliacci                   | Leoncavallo |
| Zazà                 | Zazà                        | Leoncavallo |
| Santuzza             | Cavalleria rusticana        | Mascagni    |
| Suzel                | L'amico Fritz               | Mascagni    |
| Silvia               | Zanetto                     | Mascagni    |
| Lorenza              | Lorenza                     | Mascheroni  |
| Manon Lescaut        | Manon                       | Massenet    |
| Carlotta             | Werther                     | Massenet    |
| Thaïs                | Thaïs                       | Massenet    |
| Sapho                | Sapho                       | Massenet    |
| Isabella             | Roberto il diavolo          | Meyerbeer   |
| Margherita di Valois | Gli ugonotti                | Meyerbeer   |
| Berta                | Il profeta                  | Meyerbeer   |
| Caterina             | La stella del Nord          | Meyerbeer   |
| Dinorah              | Dinorah                     | Meyerbeer   |
| Sélika               | L'Africana                  | Meyerbeer   |
| Gioconda             | La Gioconda                 | Ponchielli  |
| Mimì                 | La bohème                   | Puccini     |
| Floria Tosca         | Tosca                       | Puccini     |
| Cio-Cio-San          | Madama Butterfly            | Puccini     |
| Annetta              | Crispino e la comare        | Ricci       |
| Rosina               | Il barbiere di Siviglia     | Rossini     |
| Desdemona            | Otello                      | Rossini     |
| Matilde d'Asburgo    | Guglielmo Tell              | Rossini     |
| Rosa                 | La campana dell'eremitaggio | Sarria      |
| Regina di Leone      | Regina e contadina          | Sarria      |
| Marka                | La sorella di Mark          | Setaccioli  |
| Bianca               | Bianca da Cervia            | Smareglia   |
| Marussa              | Nozze istriane              | Smareglia   |
| Salomè               | Salomè                      | Strauss     |
| Philine              | Mignon                      | Thomas      |
| Ofelia               | Amleto                      | Thomas      |
| Elvira               | Ernani                      | Verdi       |
| Gilda                | Rigoletto                   | Verdi       |
| Violetta Valéry      | La traviata                 | Verdi       |
| Oscar                | Un ballo in maschera        | Verdi       |
| Aida                 | Aida                        | Verdi       |
| Senta                | L'olandese volante          | Wagner      |
| Elsa di Brabante     | Lohengrin                   | Wagner      |

## Filmografia

### Regista e attrice
- Donna Lisa (1917)
- Vita traviata (1918)
- La baronessa Daria (1918)
- Il prezzo della felicità (1918)
- Mistero o follia? (1919)
- Giovanna I d'Angiò, regina di Napoli  (1920)
- Tatiana, la danzatrice polacca (1921)
- Mirtil (1921)
- Papillon (1921)
- Liana spezzata (1922)
- La principessa d’azzurro (1922)
- Satanica (1923)

### Attrice
- Cavalleria rusticana, regia di Ugo Falena (1916)
- Suor Teresa, regia di Ugo Falena (1916)
- Fiamme avvolgenti, regia di Edoardo Bencivenga (1918)